# Charentonne
Die Charentonne ist ein Fluss in Frankreich, der in der Region Normandie verläuft. Sie entspringt im Gemeindegebiet von Saint-Evroult-Notre-Dame-du-Bois, entwässert generell Richtung Nord bis Nordost durch die Landschaft des Pays d’Ouche und mündet nach rund 63
Kilometern bei Nassandres als linker Nebenfluss in die Risle. Auf ihrem Weg durchquert sie die Départements Orne und Eure.

## Orte am Fluss
(Reihenfolge in Fließrichtung)
- Saint-Evroult-Notre-Dame-du-Bois
- Notre-Dame-du-Hamel
- Saint-Pierre-de-Cernières
- Broglie
- Bernay
- Menneval
- Fontaine-l’Abbé
- Serquigny
- Nassandres